# Ӏ (palochka, alfabeto cirílico)
Pálochka (en ruso: па́лочка, lit. 'palito', ӏ e Ӏ en mayúsculas y minúsculas) es una letra arcaica cirílica. Su forma capital es de la I y la minúscula es de la l. Literalmente no tiene minúscula. Algunos tipos de letra tienen la minúscula la misma como una mayúscula (como Roboto). 
- Datos: Q425140
- Multimedia: Cyrillic palochka / Q425140